# Huib Jan van Langevelde
Huib Jan van Langevelde (Dordrecht, 8 augustus 1963) is een Nederlandse sterrenkundige. Hij is deeltijdhoogleraar Galactische radiosterrenkunde aan de Universiteit Leiden, hoofdonderzoeker bij het Joint Institute for VLBI ERIC en projectdirecteur van de Event Horizon Telescope.

## Opleiding en carrière
Van Langevelde studeerde van 1981 tot 1987 sterrenkunde aan de Universiteit Leiden. Van 1987 tot 1991 deed hij in Leiden promotieonderzoek. Hij promoveerde in 1992 bij Harm Habing op het proefschrift getiteld Radio astronomy studies of OH/IR stars in the inner galaxy. In 1992 en 1993 deed hij onderzoek als postdoc in Leiden bij Ewine van Dishoeck. In 1994 kwam hij in dienst van JIVE, het latere Joint Institute for VLBI ERIC. Bij JIVE had hij diverse functies, waaronder directeur van 2007 tot 2017. Sinds 2017 is hij bij JIVE hoofdonderzoeker (chief scientist). Van Langevelde werd in 2013 benoemd tot deeltijdhoogleraar Galactische radiosterrenkunde aan de Universiteit Leiden. Vanaf 2020 leidt hij Event Horizon Telescope-consortium dat opnames maakt van zwarte gaten.

## Onderzoek
Van Langevelde is gespecialiseerd in het gebruik van aan elkaar gekoppelde radiotelescopen, ook wel very-long-baseline interferometry genoemd. Hij bestudeert met de gekoppelde radiotelescopen onder andere de levensloop en verdeling van sterren in de Melkweg. Ook onderzoekt hij superzware zwarte gaten in de centra van sterrenstelsels. Sinds zijn promotieonderzoek is hij geïnteresseerd in zogeheten maser-straling. In 2018 bedacht van Langevelde met collega's hoe ze aan de hand van methanol magneetvelden in de ruimte konden meten.

## Overig
In een aflevering van de tv-serie The Big Bang Theory (seizoen 11, aflevering 10, The Confidence Erosion) was een sterrenkunde-kalender zichtbaar met daarop een afbeelding die mede onder leiding van Van Langevelde tot stand kwam. De afbeelding is een simulatie die laat zien wat de Square Kilometre Array zou moeten kunnen waarnemen.